# ددوفسک
شهر ددوفسک (به روسی: Дедовск) در کشور روسیه و در اوبلاست مسکو واقع شده‌است.